# Jarunski most
Jarunski most planirani je most koji bi povezivao zapadni dio Jaruna (od Vrbana) i zapadnog dijela Novog Zagreba do zapadnog dijela Sveučilišne bolnice). Trebao bi rasteretiti Remetinečki rotor i skratiti vrijeme putovanja. Natječaj za izradu idejnog projekta proveden je 2007. godine, a troškovi izgradnje procijenjeni su na oko 300 milijuna kuna, od čega bi se 85 % financiralo iz fondova Europske unije. Lokacijska dozvola izdana je 2011. godine, a ideja projekta ponovno je zaživjela 2013. godine. Planirani kraj izgradnje predviđen je za 2025. godinu, iako se spominjala i 2022. u kontekstu da radovi krenu odmah nakon završetka Remetinečkog rotora.

## Specifikacija mosta
- Laka željeznica sredinom mosta
- Ukupno 6 prometnih traka
- Pješačka staza
- Biciklistička staza
- Visina pilona: 80 metara